# Милан Мартич
Милан Мартич е сръбски политик, бивш президент на Република Сръбска Крайна в периода между 1994 и 1995 г.

## Биография
Милан Мартич е завършил висшето си образование в полицейското училище в Загреб, работил е като полицай в град Шибеник, а по-късно като младши полицейски инспектор в град Книн.
През 1990 г. оглавява сръбската гражданска милиция. От 1991 до 1995 г. заема няколко важни поста в правителството на РСК. През 2002 г. е предаден на трибунала в Хага. Той е осъден от Хагския трибунал на 35 години затвор по обвинение за преследване, убийства, задържане, изтезания, нечовешки актове, жестоко отношение, нападения срещу цивилни граждани, депортиране и насилствено изселване на несърби, умишлено разрушаване на села и религиозни обекти и грабежи на имущество на бошняци и хървати в РСК, Цазинска Крайна и Загреб.